# Alue Keupula
Alue Keupula is een bestuurslaag in het regentschap Bireuen van de provincie Atjeh, Indonesië. Alue Keupula telt 304 inwoners (volkstelling 2010).